# Sukiyaki Western Django
Sukiyaki Western Django (en japonés: スキヤキ・ウエスタン ジャンゴ, Sukiyaki Uesutan Jango?) es una película japonesa, de género western, dirigida por Takashi Miike en 2007. El título de la película hace referencia al plato japonés sukiyaki, así como a la película de Spaghetti Western Django de Sergio Corbucci. También se inspiró en el personaje original de "El hombre sin nombre" utilizado de diversas formas en el género Spaghetti Western, pero más notablemente en la trilogía del dólar de Sergio Leone, inicialmente inspirada en la película Yojimbo, de género jidaigeki, dirigida por Akira Kurosawa en 1961.

## Argumento
Un pistolero solitario viaja a la ciudad de Yuta, que está gobernada por dos clanes en guerra, los Genji de color blanco, y los Heike de color rojo. Después de ignorar las solicitudes de ambos clanes para unirse a ellos, una mujer llamada Ruriko, que cuida de su nieto mudo Heihachi, le da refugio. Ruriko le dice al pistolero que hace muchos años, la ciudad prosperaba en la minería del oro hasta que ambos clanes entraron en guerra y expulsaron a la población. El sheriff, alineado con el clan Heike, le dice al pistolero que, en medio del caos, un hombre Heike llamado Akira se casó con una mujer Genji llamada Shizuka y vivieron en paz con su hijo Heihachi, hasta que el líder Heike Kiyomori mató a Akira a sangre fría, dejando a Heihachi mudo por el trauma. Buscando protección para su hijo, Shizuka se convirtió en prostituta de los Genji. Desde entonces, Heihachi ha estado cuidando un trío de rosas rojas y blancas, esperando el día en que florezcan.

## Reparto
| Actor             | Papel          |
| ----------------- | -------------- |
| Hideaki Itō       | El pistolero   |
| Koichi Satō       | Kiyomori       |
| Yūsuke Iseya      | Yoshitsune     |
| Masanobu Andō     | Yoichi         |
| Takaaki Ishibashi | Benkei         |
| Shun Oguri        | Akira          |
| Masato Sakai      | Shigemori      |
| Yoshino Kimura    | Shizuka        |
| Teruyuki Kagawa   | Sheriff Hoanka |
| Kaori Momoi       | Ruriko         |
| Yutaka Matsushige | Toshio         |
| Renji Ishibashi   | Mura           |
| Yoji Tanaka       | Munemori       |
| Sansei Shiomi     | Piripero       |
| Quentin Tarantino | Piringo        |
| Ruka Uchida       | Heihachi       |
| Shingo Katori     | Rico           |
| Takuya Mizoguchi  |                |
| Makoto Inamiya    |                |
| Kyôsuke Yabe      |                |

## Otros créditos
- Productor ejecutivo: Nobuyuki Tôya.
- Productores: Kôji Yoshida y Toshiko Yamaguchi.
- Diseñador de producción (arte): Nao Sasaki.
- Diseño de vestuario: Michiko Kitamura.
- Productora de CGI: Misako Saka.
- Efectos de sonido: Kenji Shibasaki.
- Iluminación: Hideyuki Suzuki.
- Sonido: Jun Nakamura.

## Producción
Inspirada en la rivalidad histórica entre los clanes Genji y Heike, que marcó el comienzo de la era del dominio samurái en la historia japonesa, Sukiyaki Western Django se desarrolla unos cientos de años después de la Guerra Genpei. Las bandas Genji y Heike se enfrentan en un pueblo llamado "Yuta" en "Nevata", cuando un pistolero anónimo llega a la ciudad para ayudar a una prostituta a vengarse de las bandas en guerra. La película contiene numerosas referencias tanto a la histórica Guerra Genpei como a la guerra de las Rosas, así como a las películas Yojimbo y Django.
Casi todo el rodaje tuvo lugar en la ciudad de Tsuruoka, Prefectura de Yamagata. La película fue rodada en inglés, con excepción de algunas escenas.
Paralelamente, se produjo una versión doblada al japonés, realizada por el propio elenco principal de la película, y que se proyectó por tiempo limitado en el Teatro Jimbocho de Tokio. El propio director Takashi Miike se encargó del doblaje de Piringo, personaje interpretado por Quentin Tarantino.

## Lanzamiento
La versión original de Sukiyaki Western Django tenía una duración de 121 minutos (2 horas y 1 minuto), cuando se estrenó el 5 de septiembre de 2007 en el Festival Internacional de Cine de Venecia, y el 15 de septiembre de 2007 en Japón.
Para el estreno estadounidense en el Festival de Cine Asiático de Nueva York el 1 de julio de 2008, Miike, hizo que la película se editara a una duración de 98 minutos (1 hora y 38 minutos). Esta versión internacional de la película es 23 minutos más corta que la versión japonesa. De hecho, se cortaron algunas secuencias que rompían el ritmo de la película. La versión completa sólo estuvo disponible en DVD, exclusivamente en Japón,hasta su lanzamiento en Blu-ray. 
En 2008 se lanzaron en DVD dos ediciones diferentes en Japón:
- Sukiyaki Western Django Standard Edition (スキヤキ・ウェスタン ジャンゴ スタンダード・エディション)  1 DVD, publicado el 6 de febrero de 2008.[4]
- Sukiyaki Western Django Special Collector's Edition (スキヤキ・ウェスタン ジャンゴ スペシャル・コレクターズ・エディション) 3 DVDs, lanzado el 6 de febrero de 2008.[5]

La versiones en DVD fueron publicadas por Sedic International y distribuidas por Geneon Entertainment. La versión en Blu-ray fue lanzada el 20 de febrero de 2008 por Sony Pictures Entertainment, además de ser la primera película japonesa estrenada en Blu-ray. En España se publicó en DVD por Underground Pictures S.L. en 2007, y en Blu-ray por Creative Films SL en 2013, ambas ediciones en inglés con subtítulos en español. También se editó en DVD y Blu-ray en otros países, por diferentes productoras, e incluyendo distintos contenidos especiales, entre los que se encuentran: